# Mario Boljat
Mario Boljat (Split, Yugoslavia; 31 de agosto de 1951-1 de enero de 2024) fue un futbolista croata que jugó en la posición de defensa.

## Carrera

### Club
| Periodo   | Club          | Apariciones | Goles |
| --------- | ------------- | ----------- | ----- |
| 1969-1979 | Hajduk Split  | 207         | 6     |
| 1979–1980 | FC Schalke 04 | 9           | 2     |

### Selección nacional
Debutó con Yugoslavia el 13 de noviembre de 1977 en un partido ante Rumania por la clasificación para la Copa Mundial de Fútbol de 1978. Jugó cinco partidos con la selección nacional hasta mayo de 1978 en un partido amistoso ante Italia.

## Logros
- Yugoslav First League: 1970–71, 1973–74, 1974–75, 1978–79
- Yugoslav Cup: 1971–72, 1972–73, 1973–74, 1975–76, 1976–77